# Union Sportive Madinet Blida
Pour les articles homonymes, voir USM Blida (homonymie) et USMB.
Ne pas confondre avec l'Union sportive madinet Blida (football), la section football du club.
L'Union Sportive Madinet Blida (en arabe : الاتحاد الرياضي لمدينة البليدة), couramment abrégé en USM Blida ou encore en USMB, est un club omnisports algérien fondé en 1932 et basé à Blida.

## Historique
L'Union Sportive Madinet Blida (USMB), comme il plaît si bien aux vieux blidéens de l’appeler, est l’un des plus grands clubs d’Algérie de football après et surtout avant l’indépendance du pays. l’équipe de la ville de Sidi Ahmed El Kebir, c’est l’histoire d’un club qui a donné des dizaines de ses meilleurs enfants pour l’indépendance de notre pays. L’histoire du club comme celle de la Mitidja est jalonnée de hauts faits.
L’histoire de ce club, très cher aux habitants de la Mitidja, est très mouvementée. L’USMB qui a défié avec les rares équipes musulmanes de cette époque, les grandes équipes coloniales a connu la gloire en nationale (après l’indépendance) ensuite par la négligence des hommes, l’USMB a connu l’enfer de la régionale et de l’inter wilaya.

## Sections sportives
L'Union Sportive Madinet Blida possède plusieurs sections sportives:
Sections actuelles
- Football - voir article Union sportive madinet Blida (football)
- Basket-ball - voir article USM Blida (basket-ball)
- Section Lutte
- Section Boxe
- Section Judo
- Section Karaté
- Section Athlétisme
- Section Handball
- Section Natation
- Secrtion Gymnastique
- Section Echecs

Sections anciennes
- Cyclisme - voir article Équipe cycliste de USM Blida
- Volley-ball - voir article USM Blida (volley-ball)
- Tennis
- Pétanque

## Section football
| Compétitions nationales | Compétitions internationales |
| --- | --- |
| - Ligue 1 - Vice-champion (1) : 2003 - Coupe d'Algérie - Finaliste (1) : 1996 - Championnat d'Algérie de D2 (2) : - Champion (2): 1971, 1991 - Vice-champion (1) : 1996 | - Ligue des champions arabes de football - Meilleure performance : phase de groupes en 2003-2004 - Coupe d'Afrique du Nord de football - Demi-finales : 1953-1954 |

## Section volley-ball
| Compétitions nationales | Compétitions internationales |
| --- | --- |
| - Championnat d'Algérie de volley-ball masculin - Champion (1) : 2002 - Troisième (2) : 2005, 2010 - Coupe d'Algérie de volley-ball masculin - Vainqueur (3) : 1997, 1999, 2002 - Finaliste (3) : 1998, 2001, 2004 | - Coupe d'Afrique des clubs champions de volley-ball masculin - Finaliste (1) : 1998 - Coupe d'Afrique des clubs vainqueurs de coupe de volley-ball masculin - Vainqueur (1) : 2002 - Finaliste (1) : 2003 |

| Compétitions nationales |
| --- |
| - Championnat d'Algérie de volley-ball féminin - Champion (1) : 1972,1973 - Coupe d'Algérie de volley-ball féminin - Champion (3) : 1973 |

## Personnalités du club

### Présidents
Le tableau suivant présente la liste des présidents du club depuis 1932.
| N° | Pays | Nom                                       | Période   |
| -- | ---- | ----------------------------------------- | --------- |
| 1  |      | Benaïssa Menhaouch Kherroubi (1903-1973)  | 1932-1933 |
| 2  |      | Mohamed Chelha                            | 1933      |
| 3  |      | Ali Rouabah dit "Braham" (1897-1971)      | 1933-1936 |
| 4  |      | Hamid Kassoul                             | 1936-1950 |
| 5  |      | Dr Bachir Abdelouahab (1897-1978)         | 1950-1953 |
| 6  |      | Dr Mustapaha Hadji Ben Mbarek (1922-2000) | 1953-1964 |
| 7  |      | Abdelkader Abed (1927-2003)               | 1964-1965 |
| 8  |      | Dr Mustapaha Hadji Ben Mbarek (1922-2000) | 1965-1969 |
| 9  |      | Braham Douidene                           | 1969-1976 |
| 10 |      | Rachid Otmane Tolba                       | 1976      |

| N° | Pays | Nom                           | Période   |
| -- | ---- | ----------------------------- | --------- |
| 11 |      |                               | 1976-1981 |
| 12 |      | Djillali Sellimi (19??-2020)  | 1981-1985 |
| 13 |      | Abdallah Kerrache (1944-2017) | 1985-1990 |
| 14 |      | Maâmar Djeguaguene            | 1989-1991 |
| 15 |      | Zoubir Bendali (1932-2011)    | 1991-1996 |
| 16 |      | Mohamed Zaïm                  | 1996-2004 |
| 17 |      | Mohamed Zahaf                 | 2004-2007 |
| 18 |      | Mustapha Ferroukhi            | 2007      |
| 19 |      | Mohamed Zaïm                  | 2008-2014 |

## Identité du club

### Les différents noms du club
| Union Sportive Musulmane Blidéenne |
| ---------------------------------- |

| Nadi Riadhi Blida |
| ----------------- |

| Usret Sari' Madinet Blida |
| ------------------------- |

| Union Sportive Madinet Blida |
| ---------------------------- |

### Logos et couleurs
Depuis la fondation de l'Union Sportive Madinet Blida, ses couleurs sont le Vert et le Blanc.

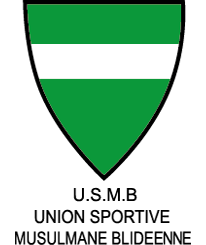
Ancien logo du club
Ancien logo du club
Ancien logo du club
Ancien logo du club
Ancien logo du club
Ancien logo du club
Ancien logo du club
Ancien logo du club
Logo actuel du club

## Culture populaire

### Clubs rivals
- MC Oran

### Clubs amis
- ASO chlef
- CS Constantune

## Sponsors
- APC de Blida